# Yellow Yeiyah
Yellow Naikegy Yeiyah, noto anche come Yellow Yei Yah (Ondo, 9 settembre 1984), è un nuotatore nigeriano.

## Biografia
Ai Giochi panamericani di Algeri 2007 si è aggiudicato la medaglia d'argento nei 50 metri farfalla, terminando la gara alle spalle del keniota Jason Dunford.
Ha rappresentato la Nigeria ai Giochi olimpici estivi di Pechino 2008 nei 50 metri stile libero, dove è stato eliminato in batteria.

## Palmarès
- Giochi panafricani

Algeri 2007: argento nei 50m farfalla.
- Campionati africani

Johannesburg 2008: bronzo nei 50m sl e nei 50m farfalla.